# Cèdre du Liban
Cedrus libani
Ne doit pas être confondu avec Cèdre de l'Atlas.
Espèce
Classification phylogénétique
Statut de conservation UICN

 VU B2ab(ii,iii,v) : Vulnérable

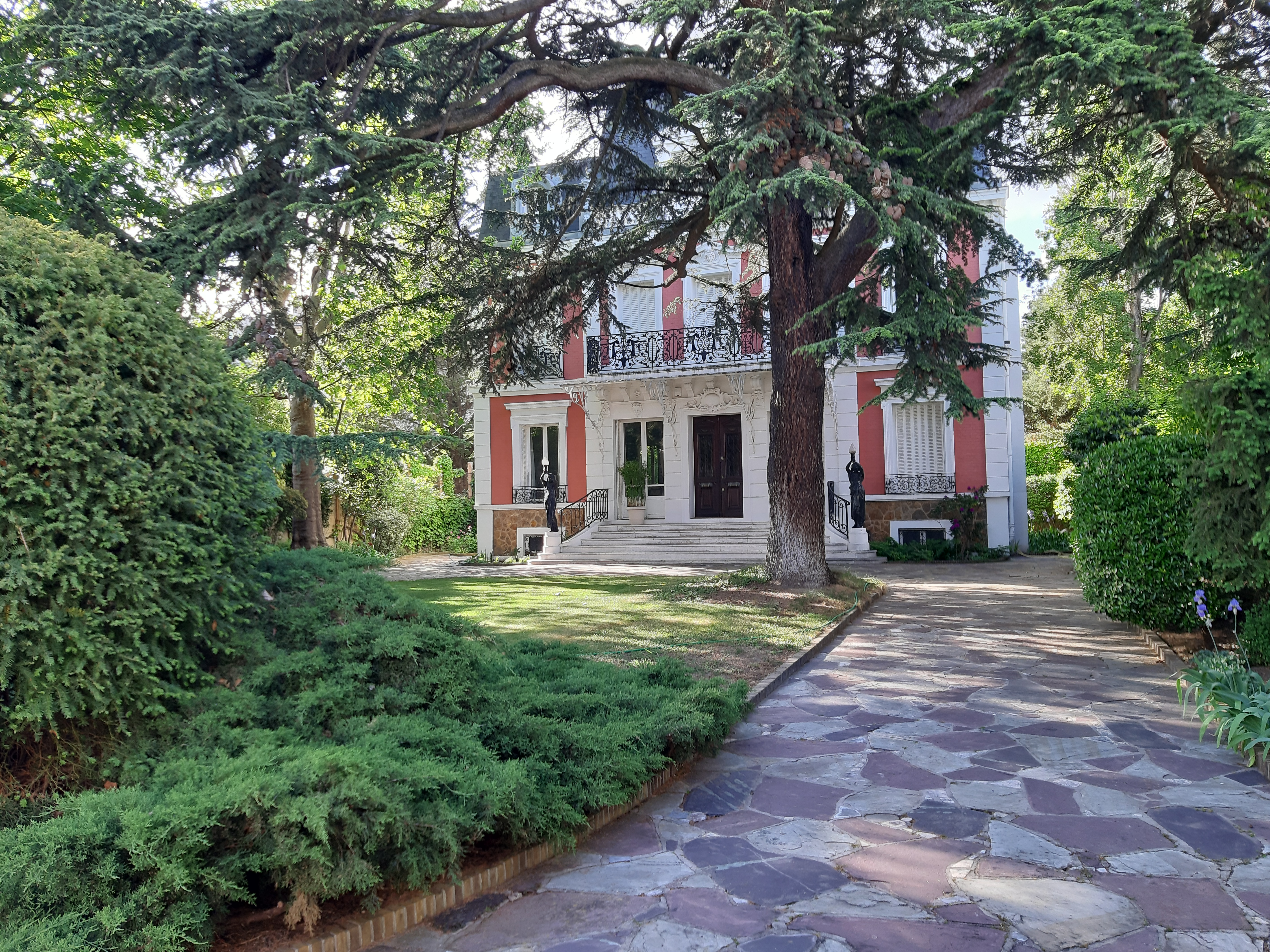
Villa des roses à Asnières, Hauts de seine

Le Cèdre du Liban (Cedrus libani), parfois appelé Cèdre du mont Liban, est une espèce d'arbres conifères de la famille des Pinaceae. La principale caractéristique du cèdre du Liban provient de son port conique durant ses trente premières années, devenant tabulaire par la suite.

## Description

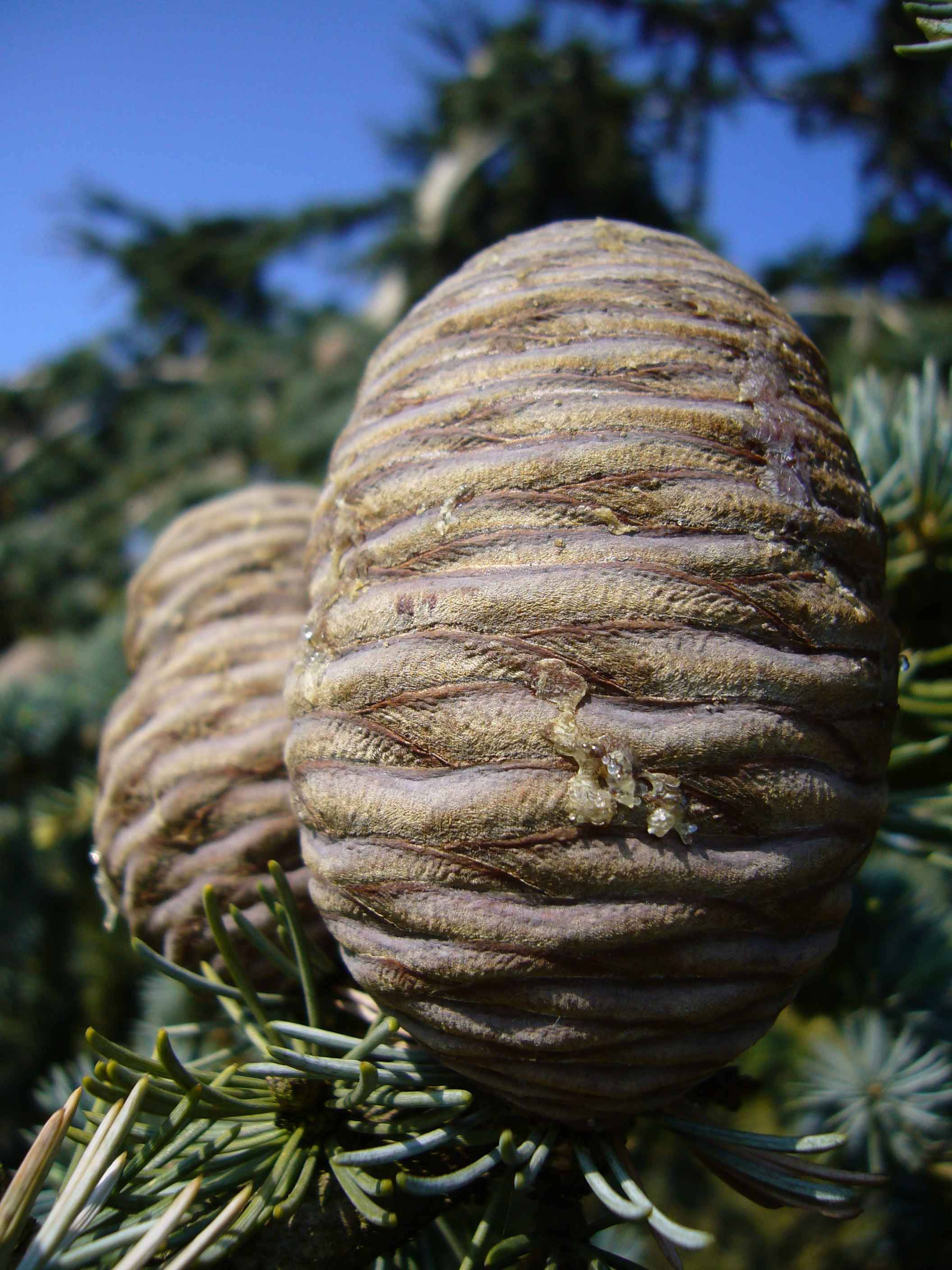
Cônes femelles d'un cèdre du Liban

Le port, d'abord pyramidal, devient déployé avec l'âge, avec des branches basses presque horizontales et fréquemment imposantes, voire aussi grosses que les ramifications du tronc.
En culture, ce dernier est rarement simple. Les différentes souches se dressent à la manière de tuyaux d'orgue jusqu'à près de 40 m de haut. Les plus gros des troncs atteignent 4,5 m de diamètre, ce qui correspond à un âge de 2 500 ans.

### Records
Les records enregistrés sont seulement pour des arbres cultivés. Il peut exister des arbres avec des mesures supérieures à l'état sauvage.
- Hauteur :   38 m
- Diamètre :  3,48 m   (circonférence de 10,93 m)
- Âge :  630 ± 5 ans

Cette espèce se distingue des autres espèces de cèdres par la longueur de ses aiguilles, qui mesurent 3 ou 3,5 cm de longueur en moyenne, contre 2 ou 2,5 cm pour Cedrus atlantica et jusqu'à 5 cm pour Cedrus deodara. Ses cônes femelles mesurent 8 à 10 cm de long, soit un peu plus que ceux de Cedrus atlantica, mais un peu moins que les plus grands cônes de Cedrus deodara. Les fleurs mâles sont des chatons de 7 cm de long en moyenne passant du vert clair au jaune lors de la pleine maturité du pollen de même couleur, puis virant au brun lorsqu'ils tombent de l'arbre.

## Répartition et habitat

### Au Liban
Originaire du Liban comme son nom l'indique, le cèdre du Liban est un emblème national, que l'on retrouve notamment sur le drapeau du pays.
Au Liban, on trouve le cèdre à partir de 1 500 m d'altitude dans l’étage montagnard de végétation du Mont-Liban, étage occupé également par le sapin de Cilicie. Les sapins et les cèdres n’ont pu franchir la crête, trop élevée du Mont-Liban, ce qui explique leur absence sur le versant oriental de la montagne.
Recouvrant autrefois une plus grande partie du territoire libanais les anciennes forêts de cèdres se réduisent aujourd'hui à des îlots discontinus, du fait de la déforestation liée aux influences humaines et climatiques.
Les zones de peuplement encore significatives aujourd'hui au Liban, sont[réf. nécessaire] :
- dans la région de Bcharré, au nord, au pied du mont Makmel. Il s'agit de la réserve dite « des Cèdres de Dieu » (Arz er Rab), inscrite en 1998 sur la liste du patrimoine mondial de l'Unesco avec la vallée de Qadisha qui lui est contiguë. Cette forêt compterait aujourd'hui 2 arbres trimillénaires, 10 millénaires et 363 plusieurs fois centenaires[6]. On y accède en passant par Bcharré ;
- dans le Chouf, sur le mont Barouk. Il s'agit d'une forêt plus grande et plus difficile d'accès, protégée par la réserve naturelle du Chouf ; elle est aussi moins célèbre ;
- à Tannourine (Liban-Nord) ;
- à Jaj, encore appelé Jej, du nom du village où est située la cédraie (région de Byblos). Ici les cèdres sont manifestement plus jeunes qu’à Bcharré car, selon la légende, leur bois aurait servi à la construction du temple de Salomon à Jérusalem.

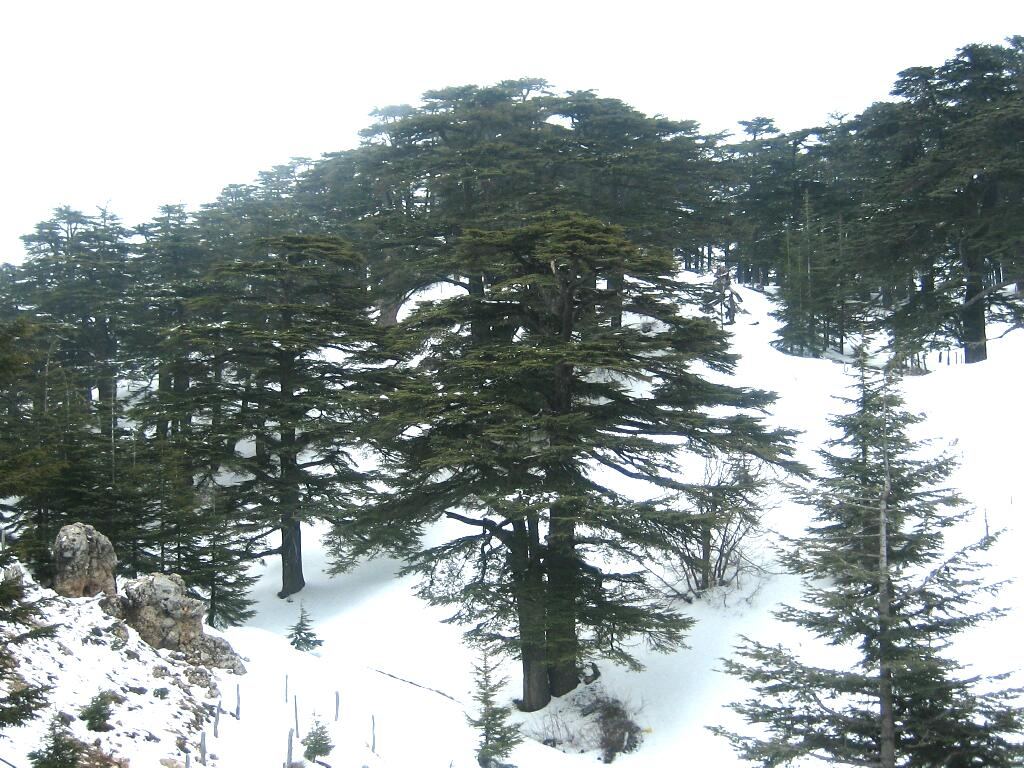
Cèdres de Dieu, derniers survivants des forêts qui couvraient autrefois le mont Liban
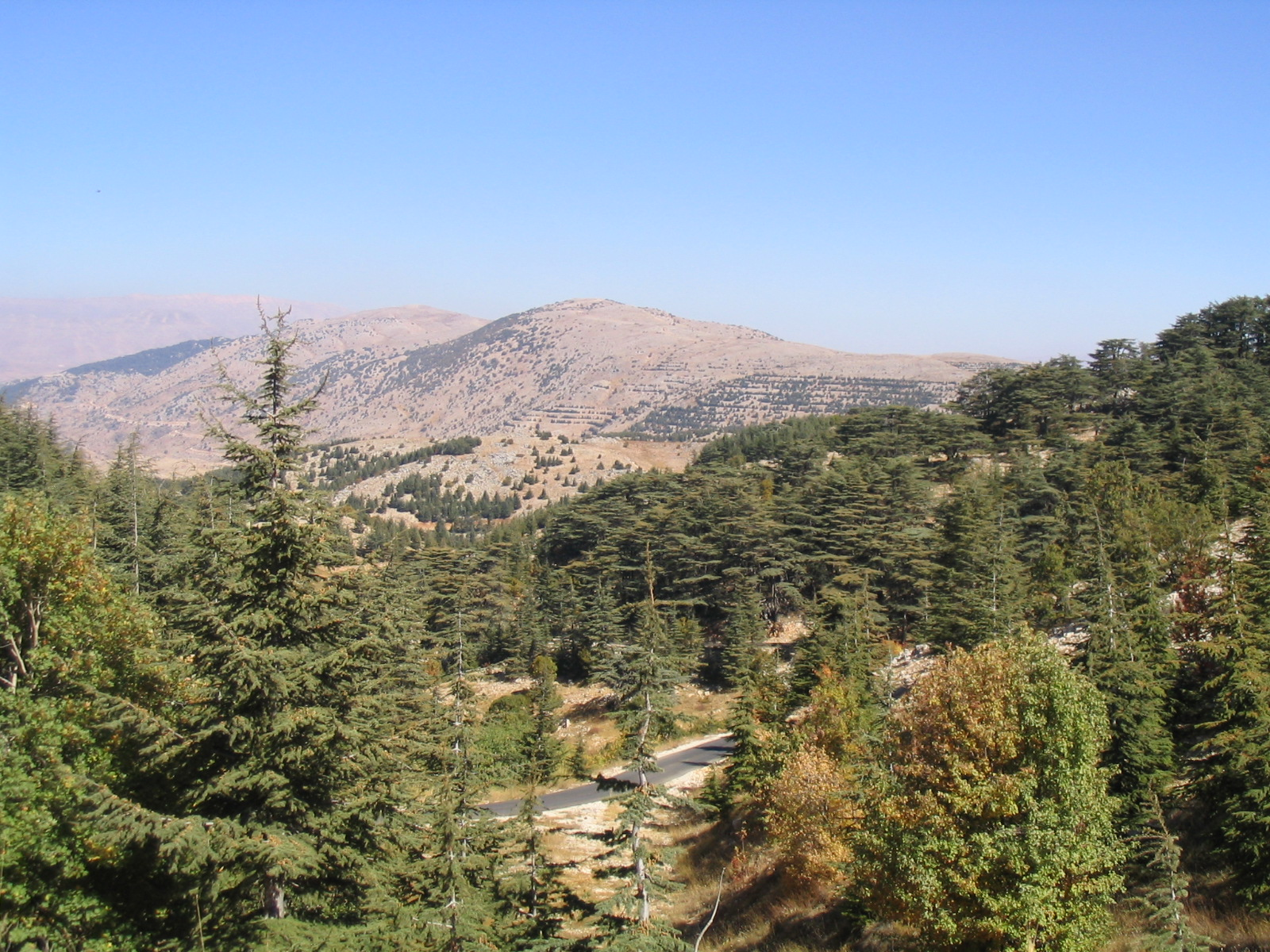
Au loin, on distingue sur les collines dénudées une restauration de cédraie (Réserve naturelle du Chouf)
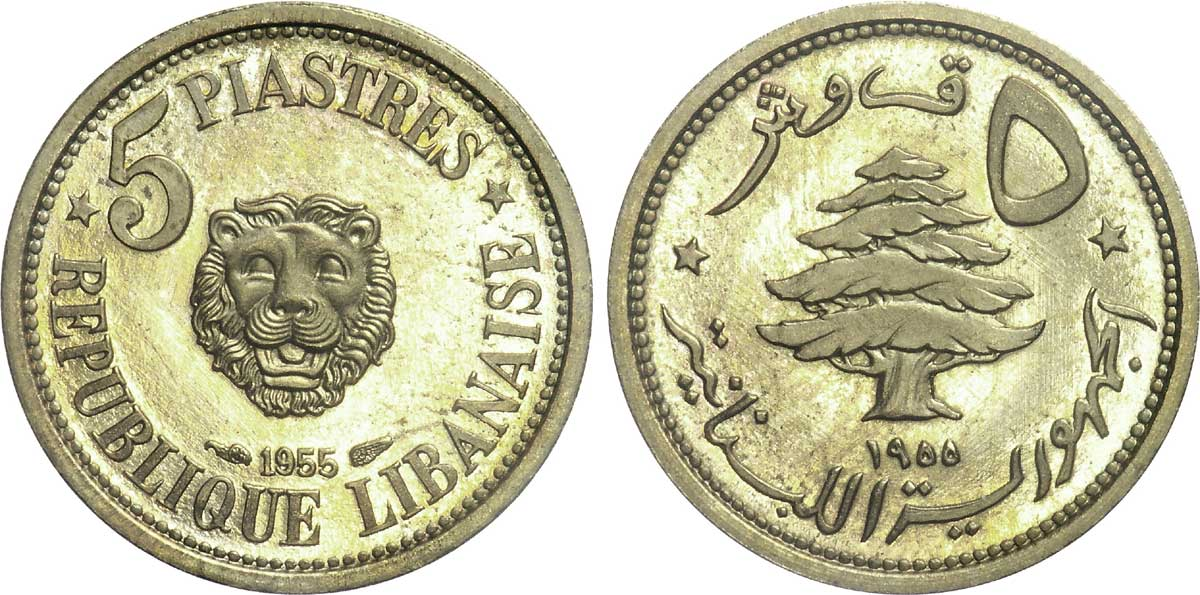
Liban, pièce de 5 piastres

### En Turquie
Les peuplements actuels les plus importants se trouvent en Turquie, dans le Taurus.
Cet arbre originaire des montagnes, prospère entre 1 400 m et 2 000 m d'altitude. Il s'adapte parfaitement en plaine luxuriante.

### En France

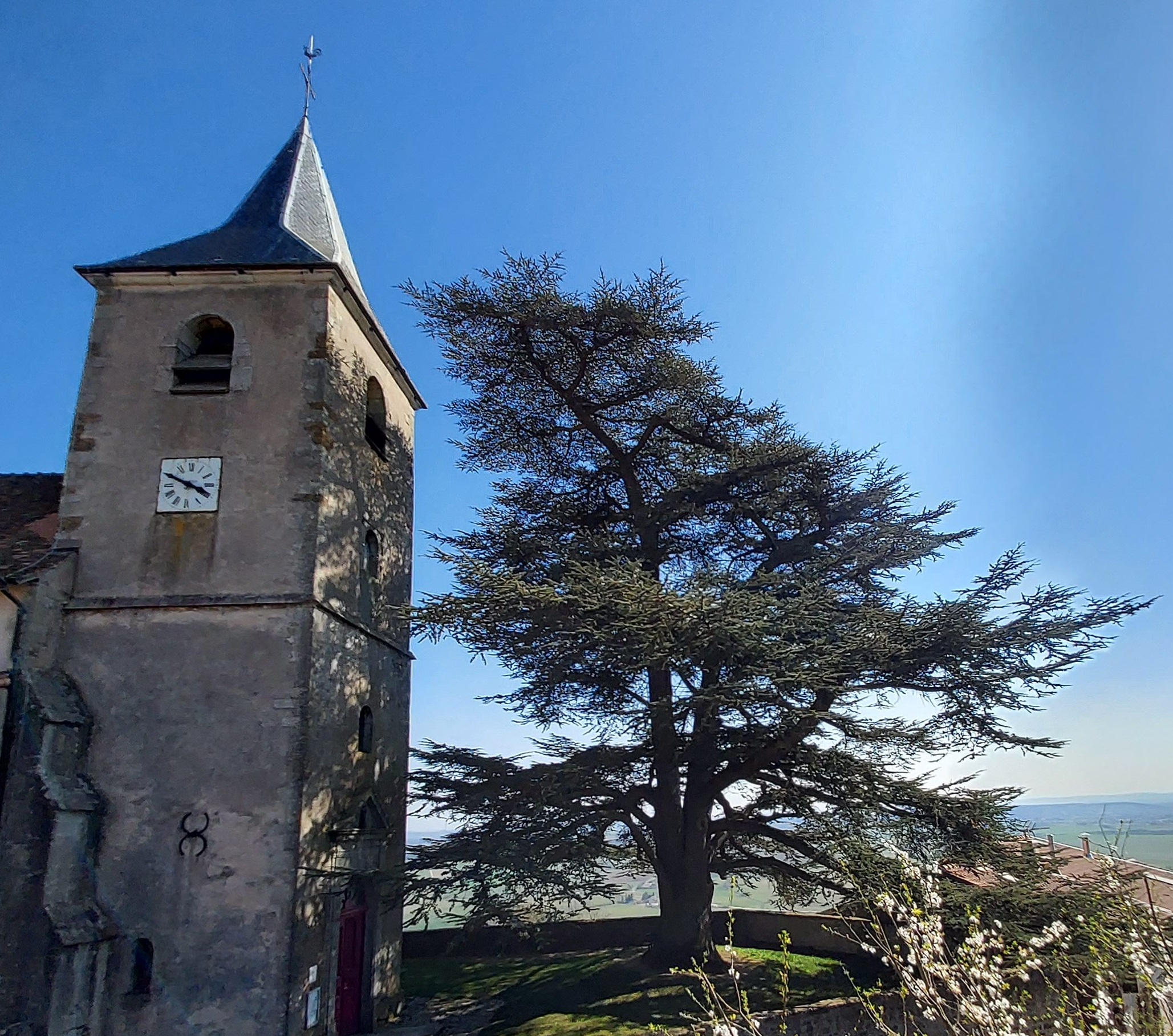
Cèdre du Liban planté devant l'église d'Amance, classé arbre remarquable.

- À Amance (Meurthe-et-Moselle), situé au centre du village, devant l'église, il aurait été planté vers 1865. Il fait partie des arbres remarquables de France labellisé en 2016[7].
- A  Asnières-sur-seine, (Hauts de seine), situé devant la Villa des roses, au 13, rue de la comète. Il aurait été planté vers 1885. Fait partie des arbres remarquables d'Ile de France.
- À Amiens (Somme), situé dans le jardin de la Préfecture, il a été planté en 1756[8].

- À Anduze (Gard) situés dans le parc d'une propriété privée, deux cèdres du Liban répertoriés « remarquables » avec plus de quatre mètres de circonférence[réf. nécessaire].

- À Ballans (Charente-Maritime), il a été rapporté, planté et offert, en 1734, par Bernard de Jussieu au baron de Livenne. Il fait partie des arbres remarquables de France labellisé.

- À Bacqueville-en-Caux (Seine-Maritime), il a été rapporté au XIXe siècle par les habitants de l’ancien château et il est le dernier témoin de la longue allée de cèdres du Liban rasés après les destructions causées par les bombardements américains de juillet/août 1944. Il est placé à l’entrée de l’actuelle propriété construite en 1954 et qui remplace le château du Tilleul démoli après la guerre. Il a été abîmé au niveau de sa cime lors de l’arcus qui s’est abattu sur le canton en juillet 2013.

- À Caen (Calvados), situé sur un tertre dans le parc Michel d’Ornano, près de l’abbaye aux Dames.
- Dans le jardin de l'Abbaye de la Lucerne dans la Manche se trouve un cèdre du Liban planté en 1850.
- À Chastellux-sur-Cure (Yonne), situé près de la ferme du château de Chastellux, il a été planté trois cèdres du Liban avec des circonférences de plus de quatre mètres[réf. nécessaire].

- À Fleury-Mérogis (Essonne), dans le parc du centre Jean-Moulin, il a été planté le 7 octobre 2019. Il vient directement du Liban.

- À Grenoble (Isère), dans le parc Albert-Michallon, il a été planté en 1847 et représente l'un des plus vieux arbres de la ville[9].
- À Saint-Germain-en-Laye (Yvelines), dans le parc du lycée Jeanne-d'Albret, il a été planté à la fin du XVIIIe siècle[10].

- À Harcourt (Eure), situés à l'entrée du parc de l'arboretum d'Harcourt, deux cèdres, d'une trentaine de mètres de hauteur[11], ont été plantés en 1810 par l'agronome Louis Gervais Delamarre (1766-1827)[12]. Ils sont titulaires, comme l'ensemble du parc, depuis le mois d'octobre 2008 du label Arbres remarquables[13].
- À Le Plessis-Robinson (Hauts-de-Seine), place Henri Barbusse à 100 mètres derrière la mairie.
- À Mamers (Sarthe), un des seuls cèdres du Liban plantés dans la région. Il a été planté en 1830, dans le parc Jaillé.

- À Meudon Hauts-de-Seine, se trouve 11 rue de la République un cèdre entouré de légènes. Planté en 1800 le "Cèdre Impérial" avait fascinée Eugénie de Montijo, la femme de Napoléon III et son amie la Reine Victoria par son mystérieux pouvoir de savoir transmettre de la bonne énergie et de la longevité [14].

- À Moissac (Tarn et Garonne), un cèdre a été planté entre 1855 et 1880 (selon un rapport de l'ONF daté de mars 2020) dans le cloître de l'abbaye Saint-Pierre. Il a d'ailleurs été classé arbre remarquable.

- À Montpellier (Hérault), il a été planté en 1858 dans le square Planchon[15] pour illustrer les villes qui avaient participé à l'épopée du comptoir des Indes.

- À Paris, le premier cèdre du Liban introduit par Bernard de Jussieu, en 1734, se trouve près du labyrinthe du Jardin des Plantes[16].

- À Quincy-Voisins (Seine-et-Marne), un cèdre du Liban a été planté dans le Parc du Château (âge du sujet estimé entre 200 et 250 ans, d'environ 20,5 m).

- À Roissy-en-France (Val-d'Oise), deux cèdres du Liban âgés de 250 ans se trouvent sur l’aéroport Paris-Charles-de-Gaulle[17]. Le cèdre collé à la ligne du RER B, malade, « dégradé sur 70 % de sa section à une hauteur de 4 m », a dû être abattu en juin 2019. Déjà en 2012 et en 2017, deux branches maîtresses étaient tombées[18].

- À  Saint-Michel-l'Observatoire (Alpes-de-Haute-Provence), il existe une forêt de cèdres du Liban, au voisinage du prieuré et du château d'Ardène, de part et d'autre de la D 4100.

- À Samois-sur-Seine (Seine-et-Marne), quai Franklin Roosevelt au niveau du 37, se trouvent 2 cèdres de plus de 40 mètres à côté de 2 séquoias et 2 platanes du même gabarit.

- À Tours (Indre-et-Loire), situé dans la Cour d'Honneur du Musée des Beaux-Arts, il a été planté en 1804[19], sous la présidence du général-préfet de Pommereul et fait partie des arbres remarquables de France labellisé en mai 2001.

- Dans le département du Vaucluse, la forêt des cèdres du Luberon est constituée de cèdres de l'Atlas et non de cèdres du Liban.
- À Bois-Guillaume (Seine-Maritime), situé devant la Clinique du Cèdre.

- À Bourniquel (Dordogne), un cèdre du Liban, labellisé arbre remarquable en 2002, de 7,40 mètres de circonférence , d'une hauteur de 35 mètres et d'envergure de 30 mètres, au château de Cardoux.

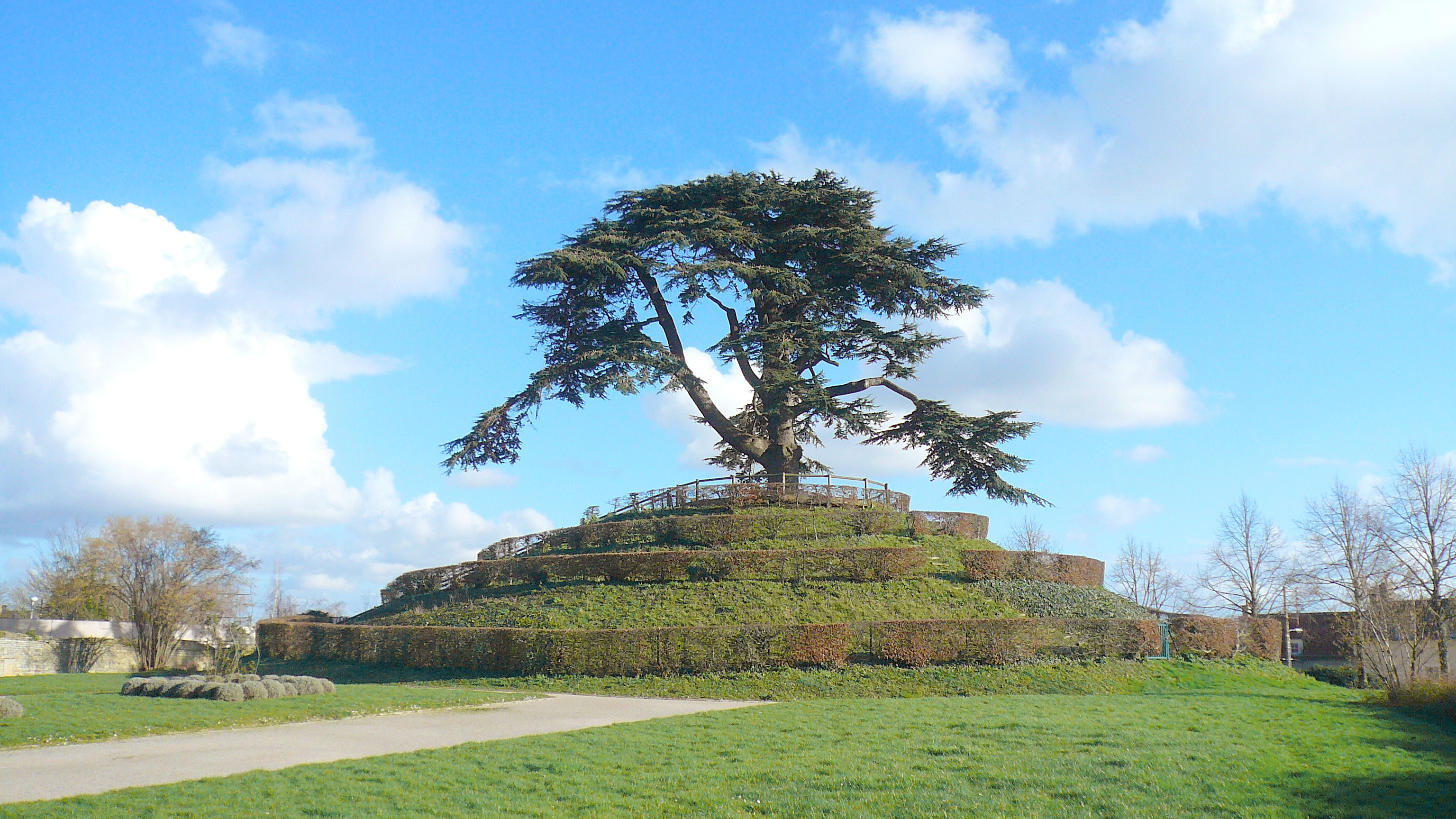
Cèdre du Liban sur son tertre dans le parc Michel d’Ornano à Caen.
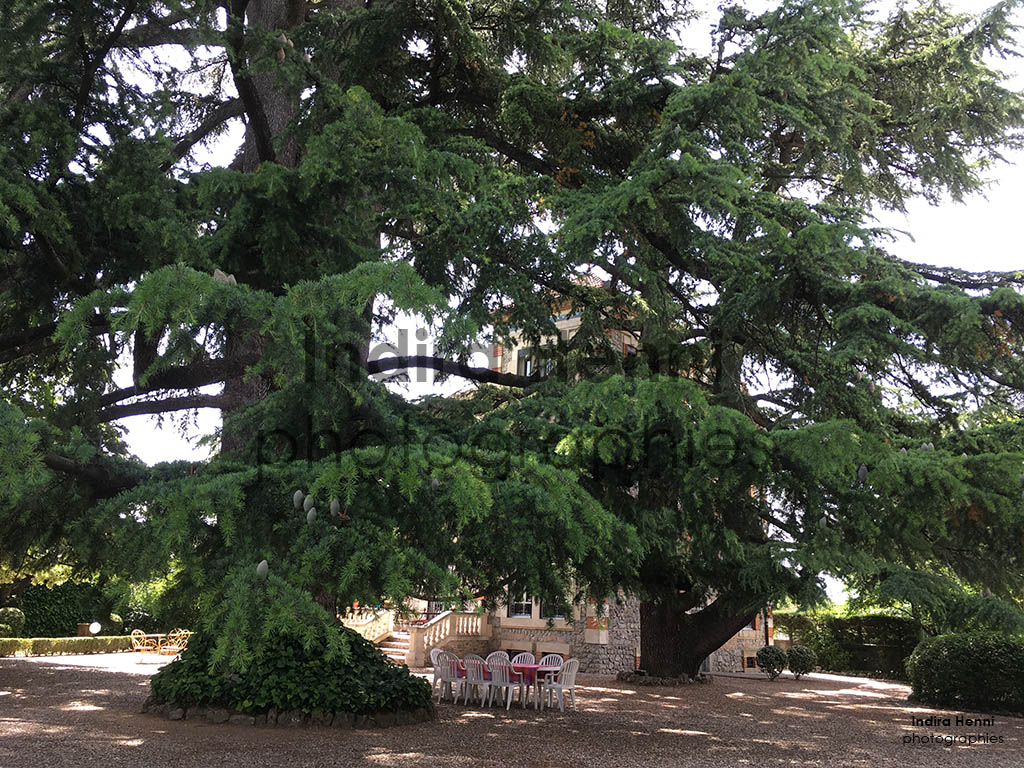
Cèdres du Liban à Anduze.
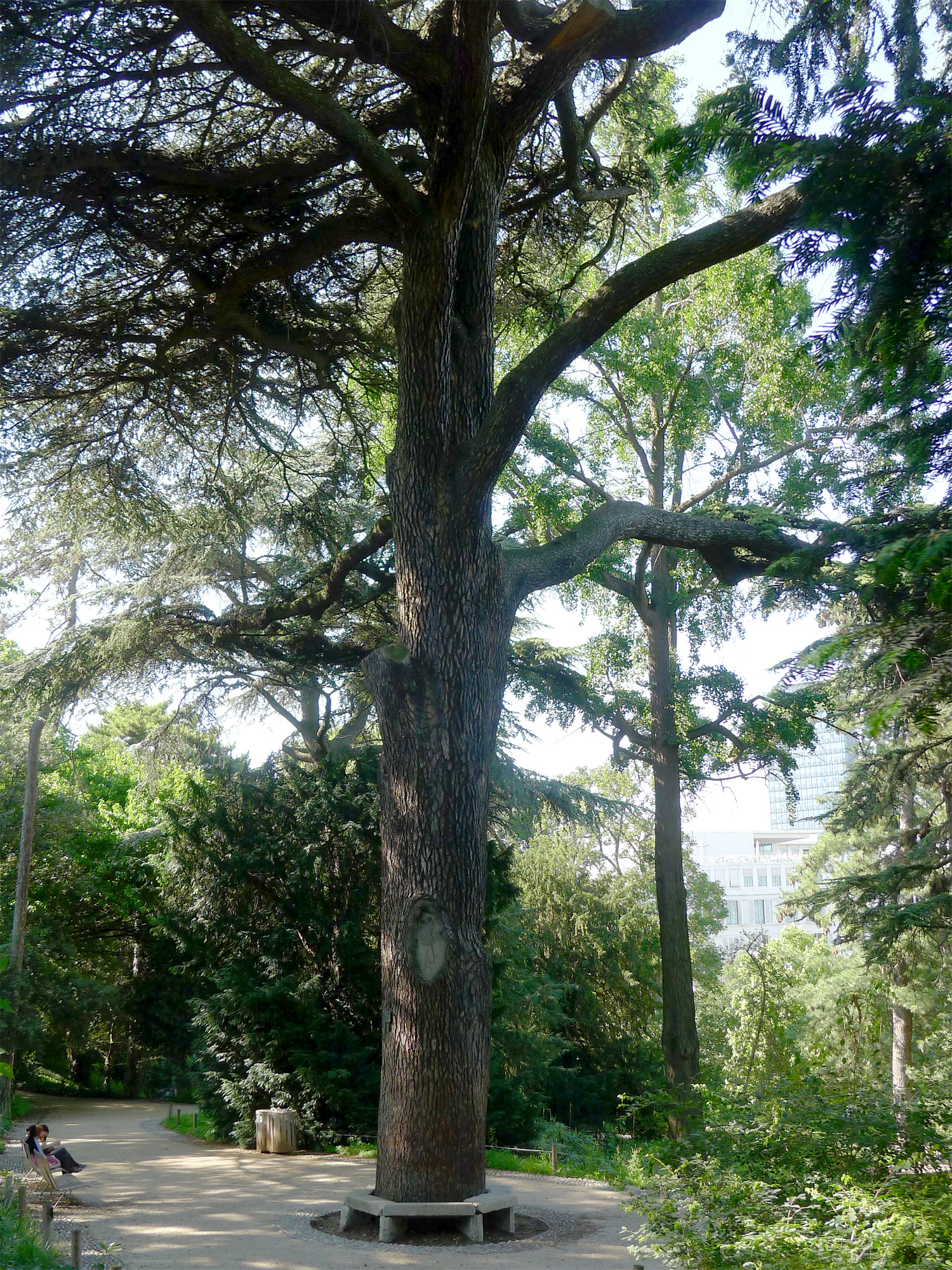
Jardin des Plantes de Paris, Cedrus libani de 1734.
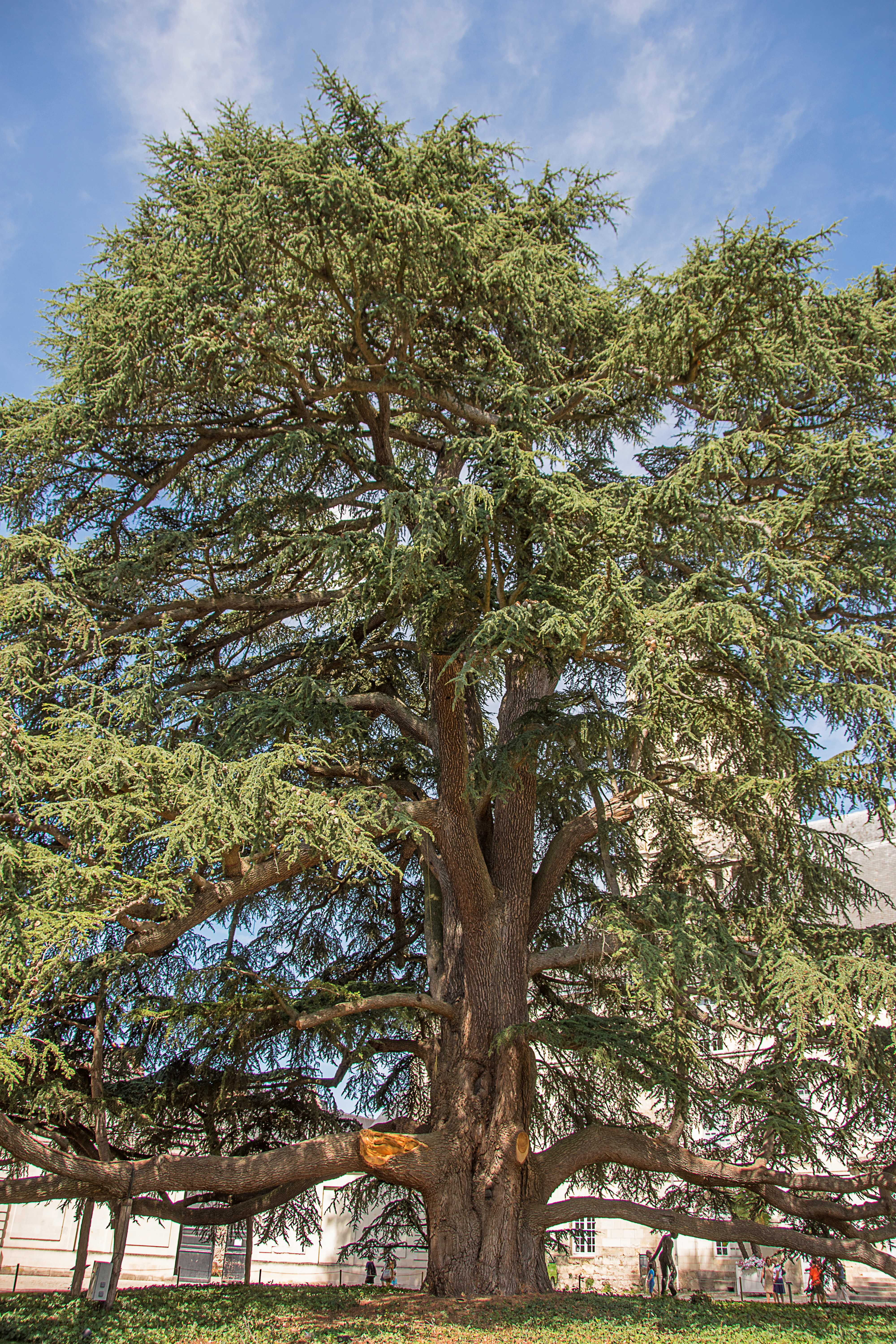
Jardin du Musée des Beaux-Arts de Tours, cèdre du Liban.

## Le cèdre du Liban et l'homme

### Exploitation

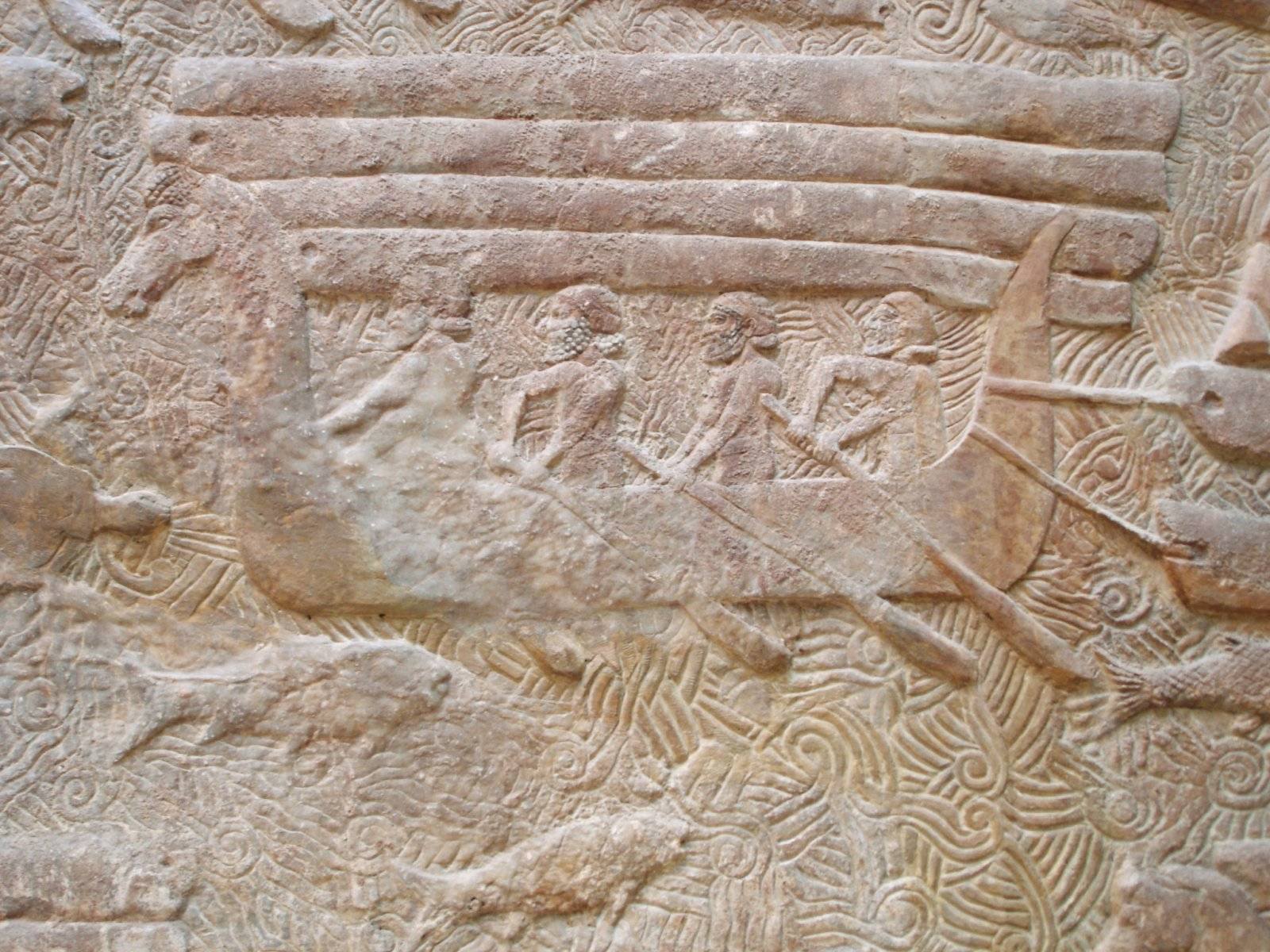
Transport de cèdre du Liban par bateau, bas-relief de la cour d'honneur du palais bâti par Sargon II à Dur Sharrukin, en Assyrie (actuelle Khorsabad, Iraq), v. 713–716 av. J.-C.

Le cèdre du Liban est exploité et exporté dans les pays voisins dès le IIIe millénaire av. J.-C., notamment vers l'Égypte et vers Akkad puis plus tard également dans l'Empire achéménide. Lors de la période d'occupation par les Romains, l'exploitation du cèdre du Liban faisait l'objet d'un monopole impérial du fait de son importance dans la construction navale.
Les forêts de Cèdres du Liban, dans l'actuel Liban, ont été largement exploitées depuis l'antiquité pour les constructions des monuments sacrés (premier et second temple de Jérusalem) et des bateaux phéniciens, assyriens, romains et égyptiens. Le bois de cèdre, de par sa nature imputrescible et résistante, a également servi à la confection de sarcophages et de tombeaux.
Certaines sources historiques, attestent que les forêts de cèdres au Liban commençaient à disparaître au VIe siècle à l’époque de Justinien Ier. Au XXe siècle, il aurait aussi servi à la confection de boîtes à cigares. Plus récemment le bois de Cèdre a également servi de matière de base pour l'artisanat local.

### Le cèdre du Liban dans la culture

drapeau du Liban

Le cèdre, symbole du Liban, est considéré comme un arbre sacré, il est mentionné dans les trois grandes religions monothéistes (Islam, judaïsme et christianisme).

Il est cité dans la Bible comme étant utilisé par Salomon pour construire la charpente du temple de Jérusalem. Il est également mentionné dans les Psaumes :
- 29:5[22] : « La voix de l'Eternel brise les cèdres; L'Eternel brise les cèdres du Liban » ;
- 92:12[23] : « Car les justes poussent comme le palmier, ils s'élèvent comme un cèdre du Liban » ;
- 104:16[24] : « Les arbres de l’Éternel se rassasient, les cèdres du Liban qu'il a plantés ».

Des éloges ont été faites par de célèbres écrivains : Alphonse de Lamartine, Antoine de Saint-Exupéry, Gibran Khalil Gibran.
Alphonse de Lamartine (1790-1869), émerveillé par les cèdres du Liban lors de son voyage en Orient en compagnie de sa fille Julia, eut ces paroles : « Les cèdres du Liban sont les reliques des siècles et de la nature, les monuments naturels les plus célèbres de l'univers. Ils savent l'histoire de la terre, mieux que l'histoire elle-même ».
Antoine de Saint-Exupéry (1900-1944), qui aimait beaucoup les cèdres et qui par ailleurs avait séjourné au Liban en 1935, écrivait dans  Citadelle : « La paix est un arbre long à grandir. Il nous faut, de même que le cèdre, aspirer encore beaucoup de rocaille pour lui fonder son unité ».
Pour les Libanais, le cèdre est un symbole d'espoir, de liberté et de mémoire. En 1920, un des textes de la proclamation du Grand Liban déclare[réf. incomplète] : « Un cèdre toujours vert, c'est un peuple toujours jeune en dépit d'un passé cruel. Quoique opprimé, jamais conquis, le cèdre est son signe de ralliement. Par l'union, il brisera toutes les attaques ».
Le Liban est honoré dans le Guinness 2008 grâce à un sculpteur libanais, Rudy Rahmé. Ce dernier donna une seconde vie à un cèdre, âgé de 3 000 ans, mort foudroyé, en cachant sur ses troncs des visages, des corps, des animaux. Baptisée « Lamartine », cette sculpture mesure 32 mètres de haut. Elle est taillée dans le bois d'un cèdre mort se trouvant dans la forêt millénaire du nord du Liban (Bcharré). Soixante-dix figures humaines montrant la relation entre le temps et le lieu y sont sculptées. Parmi elles, celle du Christ crucifié sur sa croix.
Pour des développements sur les cèdres plantés en France, nous renvoyons à l'ouvrage de Abdallah Naaman, Histoire des Orientaux de France du 1er au XXe siècle, éditions Ellipses, Paris, 2003, pages 343-346.